# Jarosław
Jarosław (Duits: Jaroslau) is een stad in het Poolse woiwodschap Subkarpaten, gelegen in de powiat Jarosławski. De oppervlakte bedraagt 34,61 km², het inwonertal 39 146 (2010).

## Partnersteden
- Michalovce (Slowakije)
- Vyškov (Tsjechië)

## Geboren
- Jakub Mareczko (1994), Italiaans wielrenner

Stadsdistricten:
Rzeszów · Tarnobrzeg · Przemyśl · Krosno

Districten:
Bieszczady · Brzozów · Dębica · Jarosław · Jasło · Kolbuszowa · Krosno · Łańcut · Lesko · Leżajsk · Lubaczów ·  Mielec · Nisko · Przemyśl · Przeworsk · Ropczyce-Sędziszów · Rzeszów · Sanok · Stalowa Wola · Strzyżów · Tarnobrzeg

Grootste steden:
Dębica · Jarosław · Jasło · Krosno · Mielec · Przemyśl · Rzeszów · Sanok · Stalowa Wola · Tarnobrzeg